# 三文
三文（さんもん）とは、極めて安価なもの、転じて粗悪や低俗であることを指す言葉。文とは日本における江戸時代以前の最小貨幣単位・文のことであり、それが3つしかなく、非常に値打ちが低いことを意味する。

## 三文を用いた言葉
基本的には批難や自己を卑下する言葉に用いられる。
三文小説（さんもんしょうせつ）
低俗な内容で安価な小説のこと。しばしば日本以外の低俗で安価な小説の訳語として用いられることがある。詳しくは三文小説を参照。
三文文士（さんもんぶんし）
低俗な内容の文章を専門とする小説家または著述家。もしくは売れない小説家のこと。三文小説家。
三文絵（さんもんえ）
出来が悪い、ないし安物の絵のこと。
三文芝居 （さんもんしばい）
（正規の料金を払う必要がないくらい）下手くそな芝居。転じて意図や結末が簡単に予想がつく底の浅い行動のこと。茶番劇。
三文役者（さんもんやくしゃ）
演技力がない役者。大根役者。もしくは無名で出演料の低い端役や無名の劇団でしか演じたことがない役者。
三文判（さんもんばん）
出来合いの安値な印判のこと。転じてそうした判子が用いられることが多い認印の俗称。
二束三文（にそくさんもん）
売値が非常に安いこと（まとめて売っても安いことの意）。昔、金剛草履が二足（二束）で三文という安い値段で売られていたことに由来する。
早起きは三文の徳
ことわざ。早起きをすると、1日が長くなる分わずかな徳（得）があるということ。

## 作品名
- 『三文オペラ』
  - イギリスの劇作家ジョン・ゲイが製作したオペラ『ベガーズ・オペラ』（または『乞食オペラ』）の訳の1つ。
  - 上記を翻案したドイツの戯曲家ベルトルト・ブレヒトの戯曲のタイトル。→『三文オペラ』
- 『日本三文オペラ』 - ①武田麟太郎が1932年に発表した小説。②開高健が1959年に発表した小説。
- 『三文役者』 - 2000年の日本映画。
- 『三文役者あなあきい伝 』 - 殿山泰司の自伝的エッセイ。上記映画の原作。
- 『三文ゴシップ』 - 2009年の椎名林檎のアルバム。